# 마리트 라르센
마리트 라르센(Marit Larsen, 1983년 7월 1일 ~ )는 노르웨이의 싱어송라이터이다. 마리온 라븐과 M2M 활동을 한 것으로 잘 알려져 있다. 2006년에는 솔로 음반 Under the Surface의 발매를 시작으로 솔로 활동을 시작하였다.